# Lairg
Lairg (in gaelico scozzese An Luirg) è un villaggio di circa 900 abitanti della Scozia settentrionale, facente parte dell'area amministrativa dell'Highland.